# Vreny Burger
Vreny Burger, född 25 februari 1955, är en schweizisk bågskytt. Hon deltog vid olympiska sommarspelen 1984 och olympiska sommarspelen 1988.